# Baci di Cherasco
I baci di Cherasco sono cioccolatini riconosciuti come Prodotto Agroalimentare Tradizionale (P.A.T.) italiano (cod.259). Vengono prodotti in Piemonte ed in particolare a Cherasco, in provincia di Cuneo.

## Descrizione

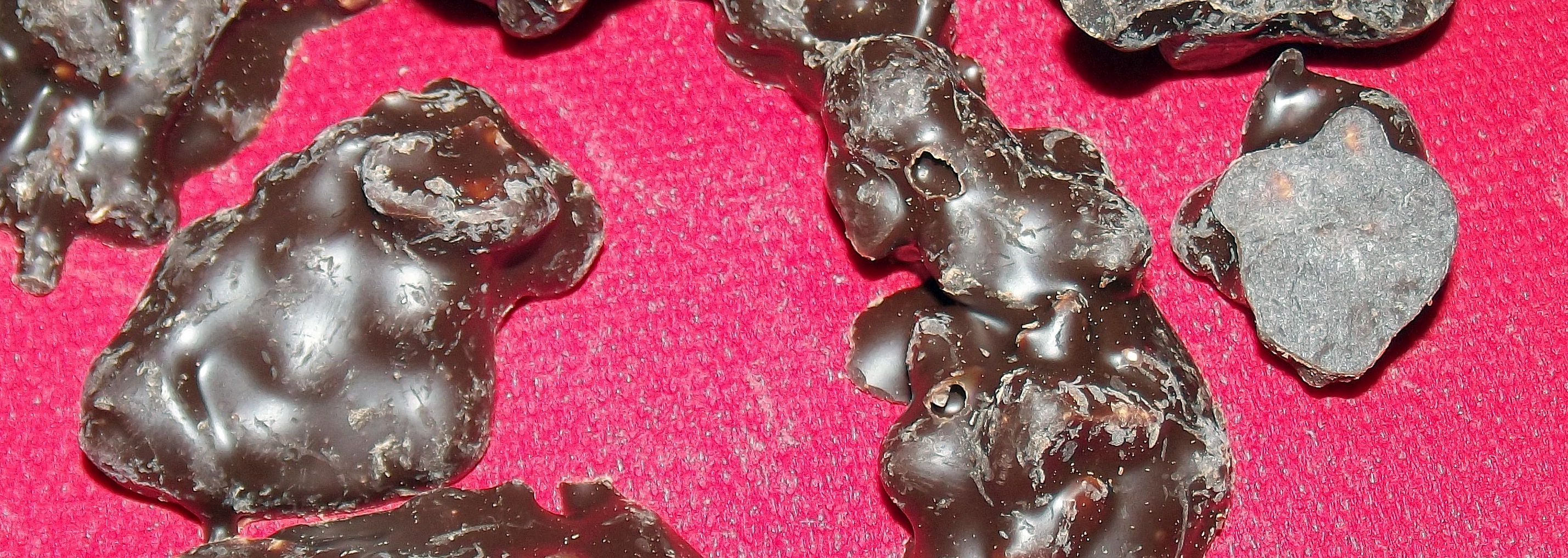
Dettaglio dei cioccolatini

I baci di Cherasco sono cioccolatini dalla forma irregolare fatti di cioccolato fondente (60 % circa) e di nocciole tostate appartenenti alla varietà Tonda Gentile del Piemonte. Queste ultime vengono frammentate e mescolate con il cioccolato e con burro di cacao. Il tutto viene poi suddiviso in piccole porzioni che, una volta raffreddate, si trasformano in cioccolatini croccanti e dalla forma irregolare. La produzione avviene in laboratori artigiani; la conservazione, evidentemente più problematica nella stagione estiva, non richiede particolari trattamenti o additivi.

## Storia

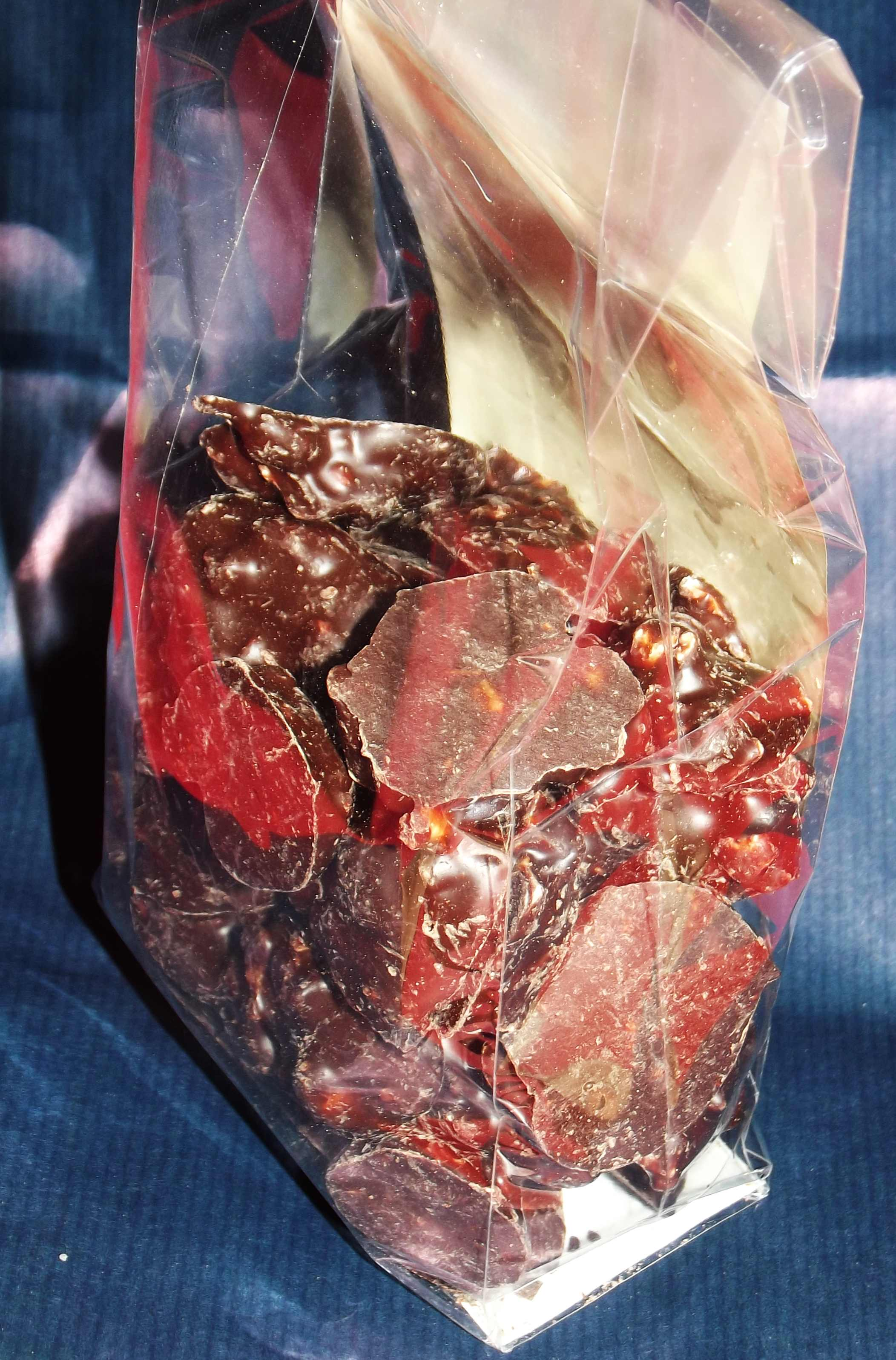
Baci di Cherasco confezionati

L'origine di questi cioccolatini viene fatta risalire al 1881 quando un giovane pasticcere cheraschese, di ritorno da un periodo di apprendistato a Torino, fondò la pasticceria Barbero. Nella nuova confetteria vennero prodotti per la prima volta i baci di Cherasco, che con il tempo divennero caratteristici della cittadina piemontese.

## Preparazione
Per la preparazione casalinga dei cioccolatini viene consigliato l'utilizzo di cioccolato fondente al 70% di cacao, che va sciolto a bagnomaria e poi mescolato con un po' di zucchero a velo e con le nocciole tostate e grossolanamente frantumate con un mattarello o un batticarne. Il composto può essere fatto raffreddare su un foglio di carta da forno.